# Raymond Toscanelli
Raymond Toscanelli (Reims, 22 de septiembre de 1921 - Cholet, 1 de marzo de 2015) fue un futbolista francés que jugaba en la demarcación de centrocampista.

## Biografía
Debutó como futbolista en 1943 con el Stade de Reims tras formarse en la cantera del club. Jugó durante un año hasta que fichó por el SO Cholet por otro año. En 1945 fichó por el Angers SCO. Con el club jugó en la Ligue 2 durante los cuatro años que jugó, obteniendo la tercera posición en 1946 y en 1947. En noviembre de 1949 fichó por el Montpellier HSC jugando en la Ligue 1. Disputó la temporada 1949/1950, donde quedó en posición 17, y por lo tanto descendiendo de división. En 1951 acabó su carrera deportiva, aunque el SO Cholet le volvió a fichar en 1954 para ayudar al club a subir de categoría y ejerciendo el cargo de entrenador-jugador, retirándose finalmente en 1958.
Falleció el 1 de marzo de 2015 en Cholet a los 93 años de edad.

## Clubes

### Como futbolista
| Club            | País    | Año         | Partidos | Goles |
| --------------- | ------- | ----------- | -------- | ----- |
| Stade de Reims  | Francia | 1943 - 1944 |          |       |
| SO Cholet       | Francia | 1944 - 1945 |          |       |
| Angers SCO      | Francia | 1945 - 1949 | 106      | 22    |
| Montpellier HSC | Francia | 1949 - 1951 | 37       | 8     |
| SO Cholet       | Francia | 1954 - 1958 |          |       |

### Como entrenador
| Club      | País    | Año         |
| --------- | ------- | ----------- |
| SO Cholet | Francia | 1954 - 1958 |